# Snijtand
In een menselijk gebit zitten acht snijtanden of incisieven, twee in ieder kwadrant. Zoals de naam al zegt, dienen snijtanden om voedsel af te snijden tijdens het kauwen. Om deze functie te kunnen vervullen hebben snijtanden een relatief scherpe snijrand. Om onderscheid te maken tussen de snijtanden die zich precies in het midden van de mond bevinden, en de snijtanden daarnaast, hebben deze verschillende benamingen:
- centrale snijtand
- laterale snijtand

De snijtanden zijn vaak de eerste tanden van het volwassen gebit die doorkomen in het zogenoemde wisselgebit. Zij vervangen rond het 6e à 7e levensjaar de melksnijtanden.

## Overbeet en onderbeet
Aan de snijtanden is goed te zien of iemand een overbeet of een onderbeet heeft. Bij een te grote afwijking staan de bovenkaak en onderkaak verkeerd ten opzichte van elkaar. Bij een extreme overbeet staan de snijtanden in de onderkaak te ver naar achteren ten opzichte van de bovenste snijtanden, bij een onderbeet is het andersom. Een te grote overbeet kan onder andere door duimzuigen veroorzaakt worden. De orthodontist kan deze tandheelkundige afwijkingen corrigeren, meestal met behulp van een buitenbeugel.

## Internationale tandnummering
Om onduidelijkheid te voorkomen geeft de internationale tandnummering alle tanden in het menselijke gebit een nummer. Deze nummers hebben betrekking op het kwadrant waarin de tand staat (aangegeven met tientallen) en hoe ver de tand normaliter van het midden staat (eenheden). Hieronder zijn de nummers van de snijtanden gegeven (in een volwassen gebit) en in een melkgebit.
- In het volwassen gebit:
  - Rechtsboven: 11 & 12
  - Linksboven: 21 & 22
  - Linksonder: 31 & 32
  - Rechtsonder: 41 & 42
- In het melkgebit:
  - Rechtsboven: 51 & 52
  - Linksboven: 61 & 62
  - Linksonder: 71 & 72
  - Rechtsonder: 81 & 82